# Thor (hjälpkryssare)
Thor (HSK 4) var en tysk hjälpkryssare (Hilfskreuzer) som användes för att attackera allierad handelssjöfart under andra världskriget. Thor benämndes i Kriegsmarine också som Schiff 10 och för Royal Navy var fartyget känt som Raider E.

## Tidig historia
Lastfartyget Santa Cruz byggdes 1938 av Deutsche Werft, Hamburg (DWH) och ägdes och drevs av Oldenburg Portuguese Line (OPDR), Hamburg. Vintern 1939-40 rekvirerade Kriegsmarine henne och lät DWH bygga om henne till en hjälpkryssare. Hon togs i bruk som Thor i mars 1940.

## Första räden
Thor inledde sin första operation den 6 juni 1940 under befäl av kapten Otto Kähler. Thor tillbringade 329 dagar till sjöss och sänkte eller erövrade 12 fartyg med ett sammanlagt tonnage på 96 547 bruttoregisterton (BRT).
Thor stoppade sitt första offer den 1 juli, det nederländska lastfartyget Kertosono på 9 290 ton, som hade en last av bensin, timmer, asfalt och jordbruksmaskiner. Kähler beslöt att skicka henne till Lorient i Frankrike, dit hon anlände säkert 12 dagar senare. Vid den tidpunkten var Thor förklädd till ett jugoslaviskt fraktfartyg.
Den 7 juli mötte Thor det brittiska fraktfartyget Delambre på 7 030 bruttoton. Thor avfyrade flera bredsidor, varav den tredje träffade Delambre och immobiliserade henne, varefter Thors bordningsgrupp sänkte fartyget med sprängladdningar.
Två dagar senare hittade Thor det belgiska fraktfartyget Bruges, som hade en last av vete. Bruges sänktes och besättningen på 44 personer togs ombord på Thor. Den 14:e stoppade Thor ett annat fraktfartyg med vete, brittiska Gracefield, och sänkte det med sprängladdningar.
Den 16 juli attackerade Thor det brittiska fraktfartyget Wendover utan förvarning, eftersom Wendover misstänktes vara beväpnat. Wendover träffades av flera granater från Thor och sattes i brand. En bordningsgrupp placerade ut sprängladdningar som fick Wendover att kantra, och hon sänktes sedan av skottlossning. 36 av Wendovers besättning på 40 personer överlevde: två besättningsmän, inklusive radiooperatören, dödades i attacken, ytterligare två skadades och dog av sina skador när de var ombord på Thor.
Det nederländska fraktfartyget Tela, som var på väg till Storbritannien, stoppades den 17 juli. Thor avfyrade ett skott över hennes stäv; hon stannade utan att sända nödsignaler. Besättningen på 33 personer övergav fartyget och togs ombord på Thor, och Tela sänktes med sprängladdningar.
Den 28 juli mötte Thor den brittiska beväpnade hjälpkryssaren HMS Alcantara, som var beväpnad med åtta 15 cm kanoner. Kähler vände bort från Alcantara och försökte fly från henne i tre timmar tills han insåg att Alcantara var snabbare än Thor. Då bestämde sig Kähler för att vända om och slåss, i hopp om att tillfoga Alcantara tillräckligt med skada för att Thor skulle kunna fly. Thor fick tre tidiga träffar på Alcantara: en mellan bryggan och skorstenen, en andra akterut och en tredje på vattenlinjen som orsakade översvämning i maskinrummet och tvingade Alcantara att sänka farten. Thor vände bort från Alcantara och träffades av två 15 cm granater, vilket dödade tre besättningsmedlemmar. Istället för att riskera ytterligare strider flydde Thor i skydd av en tät rökridå.
Efter striden mot Alcantara reparerade Thor sina skador, rengjorde sina pannor och ändrade sin förklädnad. Thor mötte försörjningsfartyget Rekum den 25 augusti och återvände sedan till brasilianska vatten. Två veckor senare, den 8 september, stoppades jugoslaviska Federico Glavic, men fick fortsätta obehindrat, eftersom Jugoslavien var neutralt vid den tidpunkten. Den 26 september upptäckte Thors spaningsplan det norska fartyget Kosmos, som transporterade över 17 000 ton valolja. Kosmos skulle ha varit ett mycket värdefullt bytesfartyg, men det faktum att hon hade ont om bränsle, var långsam och lätt att känna igen gjorde det omöjligt att behålla henne som byte. Kähler beordrade att Kosmos skulle sänkas med kanoneld.
Den 8 oktober erövrade Thor det 8 715 ton tunga brittiska kylfartyget Natia. Thor träffade direkt, vilket stoppade Natia, även om hon fortsatte att sända radiomeddelanden. Thor träffade Natia ytterligare sju eller åtta gånger med kanoneld och en torped som slet upp hennes sida. Ytterligare 35 skott avfyrades innan hon sjönk. 84 av Natias 85 besättningsmän togs ombord på Thor, vilket innebar att antalet besättningsmän uppgick till 368. De flesta av dessa fångar överfördes till förnödenhetsfartyget Rio Grande i mitten av november.
Den 5 december mötte Thor en annan beväpnad hjälpkryssare, HMS Carnarvon Castle, ett 20 062 ton tungt fartyg som var beväpnat med åtta 15-cm och två 7,6 cm luftvärnskanoner. Thor hade tre av sina fyra 15 cm kanoner i aktern, så Kähler beslutade att tvinga Carnarvon Castle till en akterjakt. Thors kanonister hittade sitt mål i den fjärde salvan, varefter Kähler ändrade kurs och förvandlade jakten till en cirkelstrid för att utnyttja hela Thors bredsida. Thor hade övertaget i striden; hennes skyttar registrerade mer än 20 träffar och tvingade Carnarvon Castle att vända och fly till Montevideo i Uruguay. Sex i Carnarvon Castles besättning hade dödats och ytterligare 32 hade skadats. Efter denna strid beordrades Thor att möta upp med det tyska "fickslagskeppet" Admiral Scheer för att överföra besättningar till Pinguins tillfångatagna valfångstflotta.
Den 25 mars gensköt Thor Britannia, ett 8 800 ton tungt brittiskt passagerarfartyg. Efter att ha träffat det flyende fartyget flera gånger lät Kähler det evakueras av sin besättning innan han sköt 16 stycken 15 cm granater i vattenlinjen och sänkte det. Tyska radiooperatörer fångade upp ett meddelande från ett närliggande brittiskt krigsfartyg som närmade sig i full fart från ett avstånd på cirka 100 nautiska mil (190 km). Kähler beslutade att inte riskera att möta det och antog att det brittiska fartyget skulle anlända och hjälpa dem som befann sig i vattnet. Tyvärr misslyckades det brittiska krigsfartyget med att hitta de överlevande och 331 av cirka 520 överlevande räddades till slut, främst av de spanska fartygen Cabo de Hornos, Raranga och Bachi. Trettiotre överlevande nådde slutligen land i Sao Luis, på Brasiliens kust, efter 23 dagar och 2 800 km drivande till havs. Samma dag, den 25 mars, stoppade Thor det 5 045 ton tunga svenska fartyget Trollenholm. Sverige var neutralt men det visade sig att Trollenholm hade chartrats av britterna för att frakta kol från Newcastle till Port Said. På mindre än 90 minuter överfördes alla 31 besättningsmän från Trollenholm till Thor och fraktfartyget sänktes med sprängladdningar.

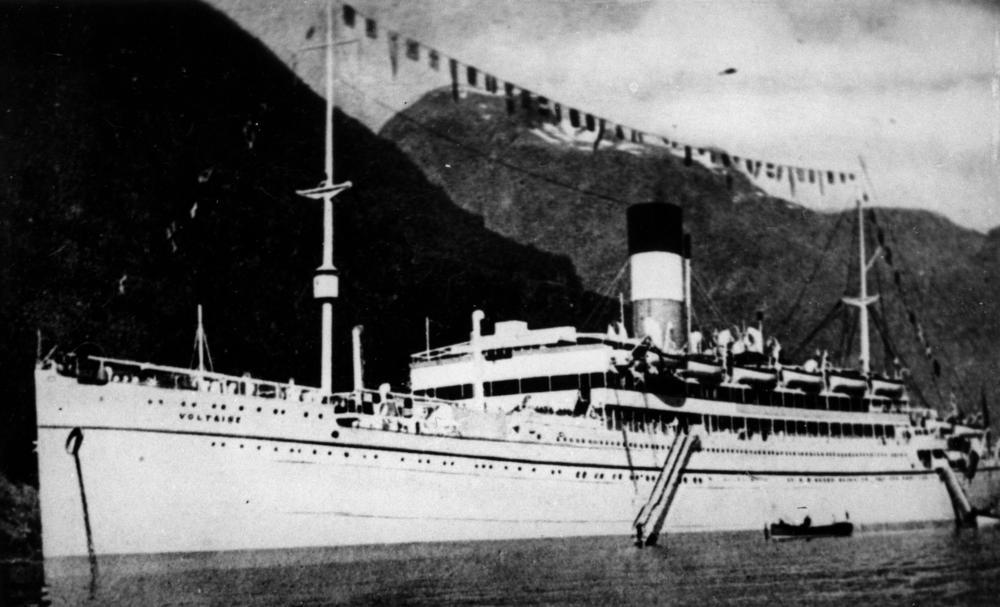
Den brittiska hjälpkryssaren förklädd till en Lamport and Holt Ltd oceanångare. I april 1941 sänkte Thor henne utanför Kap Verde.

På återresan till Tyskland mötte Thor en tredje beväpnad hjälpkryssare utanför Kap Verdeöarna. Detta var HMS Voltaire, ett fartyg på 13 245 bruttoton som var beväpnat med åtta 15 cm och tre 7,6 cm kanoner. Thor närmade sig framifrån och som svar på Voltaires order för fartyget att identifiera sig själv avfyrade Thor ett skott över Voltaires bog. Thors första salva träffade Voltaires generator och radiorum, vilket gjorde att hon inte kunde sända signaler. Voltaire förvandlades snart till ett brinnande inferno. Två av Voltaires 15 cm kanoner fortsatte att skjuta, men de fick bara in en träff på Thor, vilket gjorde hennes radioantenn obrukbar. Voltaires föråldrade kanoner överhettades och var tvungna att sluta skjuta, varpå Voltaire hissade en vit flagga. Thor började rädda Voltaires besättning från ett säkert avstånd på 3 700 meter för att undvika skador från eventuella sekundära explosioner. Voltaires kapten och 196 män räddades av en besättning på 296 man.
Det sista fartyget som Thor stoppade under sin första räd var den 16 april, på väg tillbaka till Tyskland, det svenska lastfartyget Sir Ernest Cassel. Två varningsskott avfyrades, vilket stoppade fartyget. Besättningen togs ombord på Thor och fartyget sänktes med sprängladdningar.

## Andra räden
Thor försökte först påbörja sin andra operation på kvällen den 19 november 1941. Men kl. 21.30 nästa dag kolliderade hon i tät dimma med det svenska malmfartyget Bothnia. Det 1 343 ton tunga svenska fartyget sjönk, medan Thor återvände till Kiel för att reparera sin skadade stäv.
Thor gav sig slutligen ut på sin andra räd den 30 november 1941 under befäl av kapten Günther Gumprich. Thor sänkte eller erövrade 10 fartyg under sin andra kryssning, totalt 58 644 ton, under 328 dagar.
Thor hittade sitt första offer den 23 mars, det grekiska fraktfartyget Pagasitikos på 3 490 ton. Besättningen på 33 personer togs ombord på Thor och fartyget sänktes av en torped. Nästa dag, den 24 mars, fyllde Thor på sina förråd från förnödenhetsfartyget Regensburg.
Den 30 mars jagade Thor det 4 470 ton tunga brittiska fraktfartyget Wellpark i sju timmar. Gumprich skickade sitt sjöflygplan för att beskjuta fraktfartyget, men detta övergavs när Thor öppnade eld mot Wellpark. Inom 15 minuter övergav Wellparks besättning fartyget och det sänktes.
Den 1 april hittade Thor ett annat brittiskt fraktfartyg, det 4 565 ton tunga Willesden. Gumprich beordrade återigen sitt spaningsflygplan att förstöra fartygets radioantenn innan han öppnade eld från Thor. Efter planets beskjutning öppnade Thor eld med sina 15 cm kanoner och satte oljetunnor på Willesdens däck i brand, vilket tvingade de flesta av besättningen att överge fartyget. Den enda kvarvarande besättningen var kanonisterna, men de lyckades bara avfyra sex skott innan de också tvingades överge fartyget. Thor avfyrade 128 granater mot Willesden och sänkte henne med en torped.
Två dagar senare, den 3 december, föll det norska fraktfartyget Aust offer för samma taktik. Hon kunde inte sända en nödsignal innan hon blev oskadliggjord och sänkt av sprängladdningar.
Den 10 april upptäckte Thor det 4 840 ton tunga brittiska fraktfartyget Kirkpool på sin radar, den första som installerades på en beväpnad hjälpkryssare. Dålig sikt och dimma tvingade Gumprich att överge sin vanliga taktik och i stället skugga Kirkpool fram till kvällen. På nära håll attackerade Thor först med en torped och en salva av sina 15 cm kanoner, som båda missade. Den andra salvan fick tre träffar och satte eld på Kirkpools brygga och styrhytt. Med rodret utom kontroll svängde Kirkpool mot Thor i vad som verkade vara ett försök att ramma sin angripare, vilket undveks. Kirkpools besättning började lämna fartyget och efter tre timmars sökande räddades 32 män ur vattnet, däribland Kirkpools kapten, maskinchef och styrman. Fartyget sänktes med en torped.
Alla Thors offer hade dittills varit i närheten av Godahoppsudden. Kriegsmarine beordrade Thor att ta sig in i Indiska oceanen, men varnade henne för japanska ubåtar som opererade i området.
Den 10 maj upptäckte Thors sjöflygplan det 7 130 ton tunga australiensiska fartyget Nankin som var på väg till Bombay. Från ett avstånd på 13 000 meter öppnade Thor eld med sina 15 cm kanoner och fick in flera träffar. Nankins kapten gav order om att överge fartyget och hissade flaggorna. Besättningen försökte borra henne i sank, men den tyska bordningsgruppen lyckades reparera skadorna på fartygets motorer. Nankin döptes om till Leuthen och fördes med till mötesplatsen med underhållsfartyget Regensburg. Efter omlastning och fångöverföring seglade Leuthen och Regensburg båda till japanskt kontrollerade hamnar. Hon transporterade hemliga dokument från Nya Zeelands "Combined Intelligence Centre" i Wellington till chefen för Östflottan i Colombo.
Den 14 juni upptäckte Thors radar ett mål på 10 000 meter och genom att byta kurs kunde Thor närma sig till 1 800 meter. Thor attackerade det som visade sig vara den 6 310 ton tunga holländska tankfartyget Olivia. Den första salvan satte Olivia i brand och dödade de flesta i besättningen. Den tredje officeren, tre andra holländare och åtta kineser lyckades sänka en livbåt, men Thor kunde bara hitta en man i vattnet. Dessa 12 män drev runt i en månad innan deras båt kapsejsade utanför Madagaskar; en nederländsk och sju kinesiska sjömän hade dött under den månad som de varit till sjöss.
Fem dagar senare, den 19:e, hittade Thor den norska oljetankern Herborg. Hennes sjöflygplan slog ut Herborgs radioantenn och en varningssalva från Thor fick Herborg att stanna. Hela besättningen togs ombord på Thor, och en ny besättning seglade fartyget till Japan.
Den 4 juli stoppade Thor en annan norsk oljetanker, den 5 895 ton tunga Madrono, på samma sätt som Herborg. En ny tysk besättning tog också henne till Japan och döpte om henne till Rossbach. Rossbach torpederades så småningom av den amerikanska ubåten USS Burrfish utanför Japan i maj 1944.
Thors tionde och sista offer var den 20 juli det brittiska kylfartyget Indus. Hon kämpade, vände i full fart och avfyrade sin akterkanon, men avfyrade bara två skott innan en granat från Thor träffade kanonen direkt och förstörde den. Fraktfartygets radiooperatör fortsatte att skicka en stadig ström av nödsignaler, tills en annan granat från Thor träffade bryggan och dödade honom, slog ut radion och satte bryggan i brand. Indus var nu ett brinnande inferno och de flesta av besättningen hoppade överbord. Thor upphörde att skjuta och räddade 49 överlevande innan fartyget sänkte Indus.
Thor förflyttade sina fångar till blockadlöparen Tannenfels och seglade till Yokohama i Japan via Batavia i det av Japan ockuperade Nederländska Ostindien.

## Yokohama
Thor anlände till Yokohama den 9 oktober 1942, där hon påbörjade en ombyggnad för en tredje resa. Den 30 november förstörde explosioner på trängfartyget Uckermark dess överbyggnad och sände en stor mängd brinnande spillror över Thor, som låg förtöjd bredvid. Båda fartygen sattes snabbt i brand, tillsammans med Nankin/Leuthen och det japanska fraktfartyget Unkai Maru. Alla fyra fartygen förstördes i branden och 12 ur Thors besättning dödades. Thor bedömdes så svårt skadad att det inte gick att reparera, och övergavs. Hennes kapten Gumprich, kommenderade senare den tyska hjälpkryssaren Michel på dess andra räd, från vilken han inte återvände. Några överlevande från fartyget skickades till Frankrike med blockadlöparen Doggerbank och dödades när fartyget av misstag sänktes av U-43 den 3 mars 1943 tillsammans med alla utom en av de 365 besättningsmännen.